# Inisa

Inisa é uma cidade localizada no sudoeste da Nigéria, no estado de Osun.
A cidade é um centro comercial para o cacau produzido nas áreas circundantes. Inisa está situada na região cultural iorubá. No final dos anos 1800, foi a única cidade no Sudoeste da Nigéria que não sofreu grandes perdas na população na luta entre os diferentes reinos iorubás para controlar a área. Isto foi sobretudo devido Inisa estar localizada demasiado longe de ser efetivamente controlada pelo emirado de Ilorin, uma poderosa cidade iorubá controlada por um poderoso fula mais ao norte. Posteriormente, foram criados postos avançados pelos iorubás de Inisa para reduzir o poder dos fulas de Ilorin. População (1995) 116,800. Sua população, em 2007 foi de 180.553.
O povo de Inisa, com o suporte de guerreiros Ibadan efetivamente derrotaram o Exército Ilorin durante a guerra Jalumi famosa do século 19 e assim libertado